# FIBA Regional Challenge

## FIBA-Europe Regional Challenge
FIBA-Europe Regional Challenge je bilo europsko klupsko natjecanje u sezoni 2002/03. koje se odvijalo paralelno s 
Europa kupom.U njemu je sudjelovalo ukupno 28 momčadi iz pretežno slabijih europskih liga, a od jačih liga po jednog predstavnika su dali Hrvatska (Zrinjevac), Izrael (Hapoel Galil Elyon) i Njemačka (Bayer Leverkusen).Od 
sezone 2003/04. ovaj kup se spojio s FIBA Europa kupom i postao kasnije FIBA Eurokup Challenge.

## Pobjednici i finalisti
| Sezona   | Konferencija | Pobjednik           | Rezultat finala | Finalist             |
| 2002/03. | Sjever       | Azovbasket Mariopul | 88-61           | Bayer 04 Leverkusen  |
| 2002/03. | Jug          | AEL Limassol        | 92-82           | Igokea Aleksandrovac |

## Uspješnost po klubovima
| Klub                 | Država              | Pobjednik | Finalist  |
| AEL Limassol         | Cipar               | 2001. (J) |           |
| Azovbasket Mariopul  | Ukrajina            | 2001. (S) |           |
| Igokea Aleksandrovac | Bosna i Hercegovina |           | 2001. (J) |
| Bayer 04 Leverkusen  | Njemačka            |           | 2001. (S) |

## Uspješnost po državama
| Država              | Pobjeda | Finala |
| Cipar               | 1       |        |
| Ukrajina            | 1       |        |
| Bosna i Hercegovina |         | 1      |
| Njemačka            |         | 1      |